# Maksym Lun'ov
Maksym Serhijovyč Lun'ov (in ucraino Максим Сергійович Луньов?; Nikopol', 22 maggio 1998) è un calciatore ucraino, attaccante del Kryvbas Kryvyj Rih.

## Palmarès

### Club
Ha giocato nella prima divisione ucraina.

### Nazionale
Ha giocato nelle nazionali giovanili ucraine Under-18 ed Under-19.